# Xian de Yinan
Le xian de Yinan (沂南县 ; pinyin : Yínán Xiàn) est un district administratif de la province du Shandong en Chine. Il est placé sous la juridiction de la ville-préfecture de Linyi.

## Démographie
La population du district était de 896 467 habitants en 1999.